# 테고마스의 사랑
《테고마스의 사랑》(テゴマスのあい 테고마스노아이[*])은 테고마스의 2번째 음반이다.

## 해설
- 미니 앨범이다.
- 초회반은, 16P 소책자, DVD 첨부
- 통상반은 12P 소책자, 초회 미수록 1곡

## 수록 내용

### 초회반
1. 音色 / 음색
작사: PA-NON / 작곡: 키무라 아츠시 / 편곡: DANCE☆MAN
2. もしも、この世界から○○がなくなったら / 만약에, 이 세상에 ○○가 없어진다면
작사: PA-NON / 작곡: 키무라 아츠시 / 편곡: DANCE☆MAN
3. ぼくらの空 / 우리의 하늘
작사: PA-NON / 작곡: 키무라 아츠시 / 편곡: DANCE☆MAN
4. パスタ / 파스타
작사·작곡: 사쿠라이 히데토시(from 마고코로 브라더스) / 편곡: 이와타 마사유키
5. チーター ゴリラ オランウータン / 치타 고릴라 오랑우탄
작사: RYOKa / 작곡: 이즈미 노리타카 / 편곡: 하야시베 나오키
6. 夜は星をながめておくれ / 밤엔 별을 올려다봐줘
작사·작곡·편곡: 와타리 카즈히사(from 후미도)

DVD
〈もしも、この世界から○○がなくなったら 만약에, 이 세상에 ○○가 없어진다면〉 Music Clip

〈칠석제〉 발매 이벤트 미니 LIVE

### 통상반
1. 音色 / 음색
2. もしも、この世界から○○がなくなったら / 만약에, 이 세상에 ○○가 없어진다면
3. ぼくらの空 / 우리의 하늘
4. パスタ / 파스타
5. チーター ゴリラ オランウータン / 치타 고릴라 오랑우탄
6. 夜は星をながめておくれ / 밤엔 별을 올려다봐줘
7. Chu Chu Chu!
작사: kafka / 작곡: GARDEN / 편곡: GARDEN, 나카니시 료스케 / 코러스 어레인지: 치노 요시히코